# Nick Foles
Nicholas Edward "Nick" Foles (Austin, Texas, 20 januari 1989) is een Amerikaans voormalig Americanfootballspeler voor de Philadelphia Eagles, de St. Louis Rams, de Kansas City Chiefs, de Jacksonville Jaguars, de Chicago Bears en de Indianapolis Colts in de National Football League. Foles speelde als quarterback en won eenmaal de Super Bowl.